# ياسويشيرو ياماموتو
ياسويشيرو ياماموتو (باليابانية: 山本泰一郎) هو مخرج أنمي وفنان قصص مصورة ياباني.

## أعمال
- المحقق كونان: الهدف الرابع عشر
- المحقق كونان: أغنية وداع المتحرين
- المحقق كونان: إستراتيجية ما فوق الأعماق
- المحقق كونان: ساحر السماء الفضية
- المحقق كونان: ساحر القرن الأخير
- المحقق كونان: علم القراصنة في عرض المحيط
- المحقق كونان: لحن كامل من الرعب
- المحقق كونان: المطارد الأسود

## روابط خارجية
- ياسويشيرو ياماموتو على موقع IMDb (الإنجليزية)
- ياسويشيرو ياماموتو على موقع أول موفي (الإنجليزية)
- ياسويشيرو ياماموتو على موقع قاعدة بيانات الفيلم (الإنجليزية)
- ياسويشيرو ياماموتو على موقع كينوبويسك (الروسية)
- ياسويشيرو ياماموتو على موقع ANN person (الإنجليزية)